# Deportación de Ábrego García

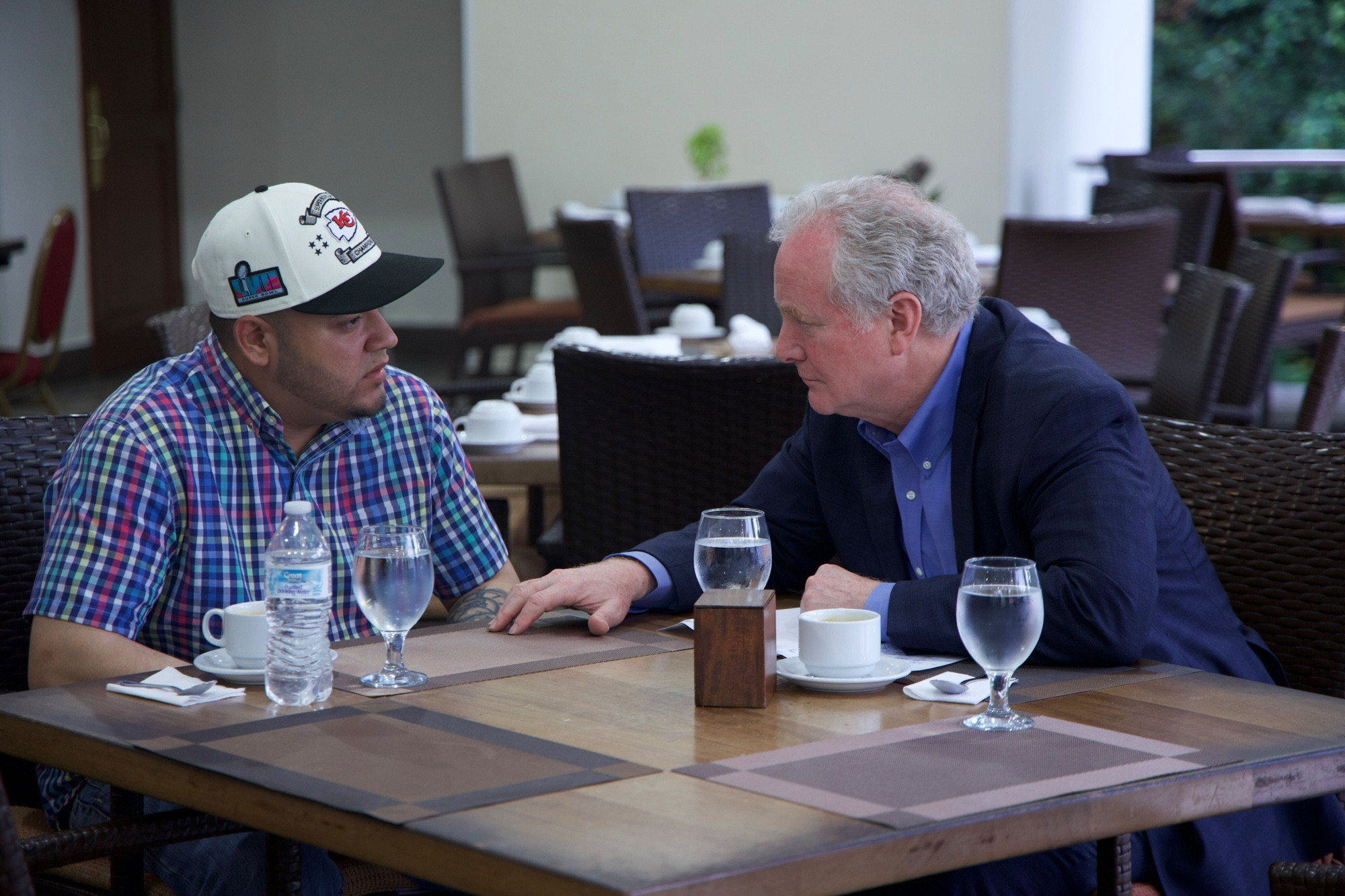
El senador estadounidense Chris Van Hollen reunido con Kilmar Abrego García en El Salvador el 17 de abril de 2025.

La deportación de Ábrego García es aquella de un ciudadano salvadoreño que vivió en Maryland, Estados Unidos, y fue deportado ilegalmente a El Salvador en marzo de 2025.  Armando Ábrego fue detenido en 2019 por el Servicio de Control de Inmigración y Aduanas y un juzgado de migración estadounidense determinó que Ábrego era un "peligro para la comunidad" y un tribunal de apelaciones de migración afirmó la decisión; la acusación nunca pasó a los tribunales criminales.  El juzgado de migración ordenó su deportación. A continuación, Ábrego pidió asilo, que le fue denegado porque su plazo para pedir asilo se había vencido un año después de haber ingresado ilegalmente a los EE.UU. en 2011. Empero, el juez de asilo emitió una orden que protegía a Ábrego de ser deportado a su país. Seguía siendo deportable, pero no a El Salvador.
El Servicio de Control de Inmigración y Aduanas de los EE.UU. denominó "un error administrativo" la deportación de Ábrego. La presidencia ha argumentado desde entonces que este error no puede ser rectificado por los tribunales estadounidenses ya que no tienen jurisdicción sobre Ábrego en El Salvador.
El 4 de abril de 2025, la juez Paula Xinis ordenó que Ábrego fuera devuelto a Estados Unidos a más tardar el 7 de abril. El 7 de abril la corte suprema estadounidense suspendió la orden de Xinis. El 10 de abril, la corte suprema favoreció a Xinis, pero dictaminó que parte de la orden de Xinis era «obscura» y podría exceder los límites del poder judicial.
La deportación de Ábrego ha generado mucha atención. A mediados de abril de 2025, Ábrego no se encontraba encarcelado en CECOT, según se lo explicó a un senador estadounidense, sino en Centro Industrial de Cumplimiento de Penas y Rehabilitación.
El 6 de junio de 2025, Ábrego fué extraditado a los Estados Unidos para enfrentar cargos penales federales, donde es acusado de conspiración para transportar ilegalmente a inmigrantes indocumentados con fines de lucro y transporte ilegal de inmigrantes indocumentados con fines de lucro. 

## Antecedentes de la deportación
El nombre completo del deportado es Kilmar Armando Ábrego García  Ábrego  afirmó que la pandilla Barrio 18 intentó extorsionar el negocio de su madre y la amenazaron con que si no pagaba el dinero obligarían a sus hijos —incluyendo a Armando— a unirse a su pandilla.
Al continuar el hostigamiento de las pandillas, en 2011, Ábrego, a la edad de 16 años, emigró e ingresó ilegalmente a los Estados Unidos, acción que es una falta criminal en ese país.  Ábrego alegó en 2019 que sus padres y hermanas a la sazón habían emigrado a Guatemala, y que en Guatemala seguían siendo acosados por Barrio 18.

### Arresto de 2019
En marzo de 2019, la policía del condado de Prince George, Maryland, arrestó a Ábrego  junto con otros tres hombres en el estacionamiento de un Home Depot (una cadena de tiendas de bricolaje) donde buscaban trabajo en negro como jornaleros.  Uno de los hombres afirmó que Ábrego  era un "pandillero", pero The Atlantic informa que según documentos judiciales, no ofreció ninguna prueba y la policía dijo que no le creyó.  Ábrego nunca fue acusado de ningún delito en relación con dicho arresto.
La policía entregó a Ábrego al Servicio de Inmigración y Control de Aduanas de Estados Unidos (ICE) para su proceso de deportación.   En la causa migratoria, el gobierno afirmó que era miembro de la pandilla criminal MS-13 porque "llevaba una gorra de los Chicago Bulls y una sudadera con capucha" y un informante confidencial afirmó que militaba en un grupo MS-13 con sede en Nueva York.  Un juez de migración determinó que la afirmación del informante era prueba suficiente para denegar la solicitud de fianza de Ábrego, y un juez de apelaciones confirmó ese fallo, declarando que la afirmación de que Ábrego pertenecía a la pandilla MS-13 no era claramente errónea.
Ábrego, naturalmente, disputó ante los tribunales de migración cualquier conexión con la MS-13 ante los tribunales de migración, y, mientras estaba detenido por el Servicio de Inmigración y Control de Aduanas de Estados Unidos, solicitó asilo. Su solicitud de asilo fue denegada, ya que solamente puede solicitársela en un plazo de un año después del arribo a los EE. UU.  Empero, el juez, cuyo historial muestra una tasa de aprobaciones de asilos del 70% y activismo pro-asilo, le otorgó el estatus de "suspensión de deportación" que según medios como la Radio Pública Nacional bloquearía su deportación a El Salvador (y sólo a El Salvador) debido a la amenaza que las pandillas representarían para él, encontrando que "era más probable que sufriera daño si era devuelto a El Salvador".  La orden del juez, empero, suspende la deportación a Guatemala, justificándolo por la familia nuclear de Ábrego, que a la fecha vivía en Guatemala.
Posteriormente, el gobierno le concedió un permiso de trabajo.  Según su abogado, desde que Ábrego fue liberado de la detención en 2019 hasta que quedó detenido en marzo de 2025, sus únicos encuentros con la policía fueron sus visitas anuales obligatorias a Migración.

## Deportación
El 12 de marzo de 2025, al salir de su trabajo, Ábrego recogió a su hijo de casa de su abuela.  A poco, los agentes de Migración detuvieron su vehículo, le informaron que su estatus migratorio había cambiado; esperaron a que llegara su esposa para hacerse cargo de su hijo y luego lo arrestaron.  En los días siguientes, Migración trasladó a Ábrego a un centro de detención en Tejas.
El 15 de marzo, la administración Trump envió "tres aviones llenos" de deportados salvadoreños y venezolanos, incluido Ábrego, a El Salvador, alegando que eran miembros de organizaciones criminales.  El gobierno salvadoreño rutinariamente envía a todo pandillero al Centro de Confinamiento del Terrorismo. La familia de Ábrego no ha tenido contacto con él. A partir del 8 de abril, Ábrego fue trasladado a un centro penal en Santa Ana.

### Tribunal de Distrito de los Estados Unidos
En respuesta a su deportación, el 24 de marzo de 2025, la esposa de Ábrego  presentó una demanda contra los Estados Unidos  con Ábrego  como demandante, y sus abogados están buscando la intervención judicial para obligar a la presidencia estadounidense a facilitar su regreso. El gobierno de Estados Unidos reconoció posteriormente ante el tribunal que tenía conocimiento de la orden del juez de inmigración que impedía su deportación a El Salvador, y declaró en un expediente judicial que «aunque el ICE tenía conocimiento de su protección contra la deportación a El Salvador, Ábrego García fue deportado a El Salvador debido a un error administrativo». Esta admisión marcó el primer reconocimiento de un error relacionado con la deportación de cientos de personas el 15 de marzo.
A pesar de reconocer el error, la administración Trump ha argumentado ante el tribunal que éste carece de jurisdicción personal para ordenar el regreso de Ábrego, ya que no está bajo custodia estadounidense. 
El 4 de abril de 2025, la jueza Paula Xinis —designada por el presidente Barack Obama— dictaminó que su detención era ilegal y que sufriría daños irreparables si permanecía en su país El Salvador, y ordenó al gobierno asegurar su regreso a Estados Unidos a más tardar el 7 de abril.  En una audiencia ante la juez Xinis, el abogado del Departamento de Justicia, Erez Reuveni, admitió que la deportación fue un error, diciendo "los hechos son aceptados, el demandante Ábrego García no debería haber sido deportado" (a El Salvador). 

### Tribunal de Apelaciones del Cuarto Circuito
Al día siguiente, el Departamento de Justicia apeló el fallo ante el Tribunal de Apelaciones de los Estados Unidos para el Cuarto Circuito  y colocó a Reuveni, quien había sido ascendido a subdirector interino de la Oficina de Litigios de Inmigración del Departamento de Justicia el 21 de marzo, en licencia administrativa.  La Fiscal general de los Estados Unidos Pam Bondi comentó en un comunicado: "Siguiendo mis instrucciones, todos los abogados del Departamento de Justicia deben defender con celo los intereses de Estados Unidos. Cualquier abogado que no cumpla con estas instrucciones enfrentará consecuencias".  Bondi aclaró posteriormente: "No argumentó... No debería haber aceptado el caso. No debería haberlo argumentado, si eso era lo que iba a hacer... Hay que argumentar con vehemencia en nombre de su cliente". Politico señaló que, a pesar de las afirmaciones de Bondi, Reuveni "sí argumentó que Xinis no tenía jurisdicción para considerar el caso".
El domingo 6 de abril, la juez Xinis emitió una opinión de 22 páginas reafirmando su fallo anterior. La opinión declaró que la deportación "conmociona la conciencia" y fue "totalmente ilegal". También afirmó que, si bien existían afirmaciones previas de que Ábrego era miembro de la MS-13, el gobierno no ha presentado "ninguna prueba" de que Ábrego perteneciera a la MS-13.  La juez alegó que si bien el gobierno no había presentado ninguna prueba de que Ábrego  fuera miembro de una pandilla, al etiquetarlo públicamente como miembro de la MS-13, el gobierno había puesto a Ábrego  en riesgo en el centro de detención porque El Salvador "mezcla intencionalmente a miembros de pandillas rivales" en las instalaciones. Xinis afirmó en su opinión: "Los acusados capturaron a Ábrego García sin ninguna autoridad legal; lo mantuvieron en tres centros de detención nacionales separados sin base legal; no lo presentaron ante ningún juez o funcionario de inmigración; y lo transportaron por la fuerza a El Salvador en contravención directa de [la ley de inmigración]".  La opinión también analizó la visita de la Secretaria de Seguridad Nacional, Kristi Noem, a CECOT, donde describió la prisión como "una de las herramientas en nuestro conjunto de herramientas que utilizaremos". " En respuesta al argumento del gobierno de que el tribunal no tenía jurisdicción sobre el asunto porque Ábrego García ya no se encontraba en Estados Unidos, la juez declaró: "Seguramente, los demandados no quieren sugerir que han borrado por completo las protecciones sustantivas y procesales de [la ley federal de inmigración] de una sola vez al dejar a esas personas en CECOT sin recurso. " La juez argumentó que, como cualquier otra "instalación contratada" que el gobierno paga para la detención, el gobierno tenía el poder de asegurar y transportar a los detenidos, incluido Ábrego García, de regreso desde El Salvador.  
El 7 de abril, un panel de apelaciones del Cuarto Circuito rechazó por unanimidad la apelación de la administración Trump a la orden de Xinis.  El tribunal de apelaciones alegó que: "[El Gobierno] no tiene autoridad legal para sacar de la calle a una persona que se encuentra legalmente presente en los Estados Unidos y expulsarla del país sin el debido proceso."

### Corte Suprema de los Estados Unidos
El 7 de abril, el presidente de la Corte Suprema, John Roberts, emitió una breve orden que bloqueaba temporalmente la orden judicial a la administración Trump de gestionar el retorno de  Ábrego  desde su país a los Estados Unidos.

## Reacciones a la deportación
El reconocimiento por parte del gobierno estadounidense del error en la deportación ha provocado un importante debate jurídico y político, planteando preocupaciones sobre la eficacia y la imparcialidad de las leyes y procedimientos de inmigración de Estados Unidos. El gobernador demócrata de Maryland, Wes Moore, condenó enérgicamente la deportación por considerar que no se había llevado a cabo un proceso adecuado.  El periodista Mark Joseph Stern opinó de manera similar.
Además, este asunto ha generado una amplia cobertura política y respuestas de la Administración Trump. La secretaria de prensa de la Casa Blanca, Karoline Leavitt, afirmó que él era un líder de la MS-13 y que había estado involucrado en el tráfico de personas. Ella declaró que tenía pruebas del Departamento de Seguridad Nacional.  El vicepresidente JD Vance apoyó públicamente la deportación, afirmando que Ábrego García fue "condenado" por ser miembro de la MS-13.  La procuradora general Bondi dijo en una entrevista en Fox News Sunday sobre la afirmación de que Ábrego García no era pandillero: "Tenemos que confiar en lo que dice ICE. Tenemos que confiar en lo que dice Seguridad Nacional".
El Departamento de Estado de los Estados Unidos declaró que "Ábrego García está detenido según la soberana y nacional autoridad de El Salvador."

### En El Salvador
En respuesta a los titulares que decían "Juez federal ordena que vuelos de deportación que transportaban a presuntos pandilleros venezolanos regresen a Estados Unidos, impide que Trump invoque la Ley de Enemigos Extranjeros ", que incluía el vuelo que transportaba a Ábrego García, el presidente de El Salvador Nayib Bukele comentó en X "¡Ay!... demasiado tarde 😂". 

### En la corte suprema de los EE.UU.
La magistrada Sonia Sotomayor opinó que el argumento de la administración Trump implicaba que el gobierno "podría deportar y encarcelar a cualquier persona, incluidos ciudadanos estadounidenses, sin consecuencias legales, siempre que lo haga antes de que un tribunal pueda intervenir".

## Vida personal
Ábrego nació en San Salvador, El Salvador, el 26 de julio de 1995.  El padre de Ábrego antiguamente había sido policía.  La madre de Ábrego, Cecilia, tenía una pupusería, donde trabajaban el padre, las dos hermanas, y César, el hermano mayor de Ábrego.  César emigró a Estados Unidos.  Mientras esperaba la resolución de su arresto del 2019, Ábrego desposó en cárcel en junio de ése año a Jennifer Stefania Vásquez Sura, a quien había conocido en 2016, y tuvo hijo en agosto de ese año, quien padece autismo y sordera, y no puede comunicarse verbalmente.  Su esposa ya tenía dos hijos de una relación anterior, y los tres niños tienen necesidades especiales. Ábrego y su familia vivían en Maryland.   En 2025, era aprendiz sindicalizado de chapista, posición que había obtenido en agosto del año precedente.